# Epifanio Ferdinando

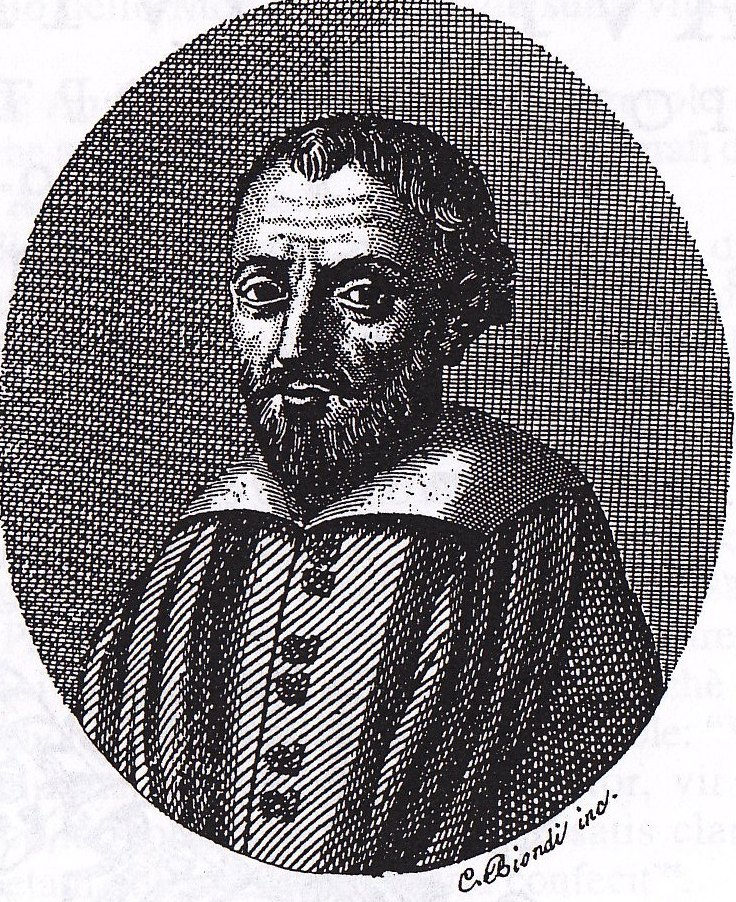
Epifanio Ferdinando

Epifanio Ferdinando (* 2. November 1569 in Mesagne; † 6. Dezember 1638 ebenda) war ein italienischer Arzt der Renaissance. Er ist durch seine ausführliche Darstellung des Tarantismus bekannt.

## Leben und Werk
Epifanio Ferdinando wurde in Mesagne, in der Terra d’Otranto, geboren. Schon früh beschäftigte er sich mit dem Studium der lateinischen und griechischen Dichter und schrieb elegante Verse in diesen beiden Sprachen. 1583 ging er nach Neapel, um dort Philosophie und Medizin zu studieren. 1591 wurden jedoch alle Ortsfremden gezwungen, den Ort zu verlassen. Ferdinando kehrte in seine Heimat zurück und unterrichtete Geometrie und Philosophie, bis er 1594, nachdem das Edikt des Vizekönigs aufgehoben worden war, nach Neapel zurückkehrte, ein Medizinstudium aufnahm und den Titel eines Doktors der Medizin und der Philosophie erwarb.
Danach kehrte er in seine Heimat zurück, wo er sich niederließ und bis an sein Lebensende blieb, obwohl er Angebote von mehreren Universitäten erhielt. Insbesondere der Herzog von Parma, Ranuccio I. Farnese, drängte ihn, den Lehrstuhl für Medizin an der Universität seiner Stadt zu übernehmen und die gleiche Einladung erhielt er von der Universität Padua. Er heiratete 1597 Giordana Longo-Pecoraro. Im Jahr 1605 wurde er zum Generalsyndikus seines Landes gewählt. Er starb 1638 im Alter von 69 Jahren in Mesagne.